# Słupinko
Słupinko (dodatkowa nazwa w j. kaszub. Słupinkò) – osada kaszubska w Polsce położona w województwie pomorskim, w powiecie kościerskim, w gminie Dziemiany.
Osada nad jeziorem Słupinko, w kompleksie leśnym Borów Tucholskich, na obszarze Wdzydzkiego Parku Krajobrazowego, wchodzi w skład sołectwa Kalisz.
W latach 1975–1998 miejscowość położona była w województwie gdańskim.